# San José (Balanga)
San José ist ein Ortsteil (philippinisch Barangay) von Balanga City in der Provinz Bataan auf den Philippinen. Der Stadtteil ist einer von 25 und hatte 7130 Einwohner (Stand Ende 2007).

## Lage
San Jose liegt mittig in der City und grenzt im Norden an die Bezirke Ibayo und Camacho, im Osten an Dona Francisca und Poblacion, im Süden an Cupang West und Cupang Nord und im Westen an Tenejero. 

## Infrastruktur
In San Jose liegt das Bataan Kreiskrankenhaus (General Hospital) und im Osten die St. Josephs Kathedrale. Im Norden befindet sich der San Jose Friedhof. Die Hauptstraßen des Ortsteils sind  die Banzon Straße, der Capitol Drive und die General Kapinpin Straße.  